# شهر روتوگ
شهر روتوگ (به تبتی: རུ་ཐོང་གྲོང་རྡལ، نویسه‌گردانی «ویلی»: ru thog drong del، پین‌یین تبتی: Rutog Chongdai)(به چینی: 日土镇، به پین‌یین: Rìtǔ zhèn) یک شهرک در جمهوری خلق چین است که در ولایت نگاری، شهرستان روتوگ واقع شده‌است. شهر روتوگ ۱٬۰۰۰ نفر جمعیت دارد.
این شهرک در سال ۱۹۹۹ میلادی بنا نهاده شد. در عمل، این شهرک دور افتاده، نقش پایگاه نظامی برای پشتیبانی از عملیات‌های نظامی ارتش آزادی‌بخش خلق در مناقشات مرزی با هند را ایفا می‌کند. 